# 西沃氏鈍鰕虎魚
西沃氏鈍鰕虎魚（学名：Amblygobius sewardii）為輻鰭魚綱鰕虎鱼目鰕虎鱼科鈍鰕虎鱼属的其中一種。